# Ensisheim
Ensisheim är en kommun i departementet Haut-Rhin i regionen Grand Est (tidigare regionen Alsace) i nordöstra Frankrike. Kommunen ligger i kantonen Ensisheim som tillhör arrondissementet Guebwiller. År 2022 hade Ensisheim 7 362 invånare.

## Befolkningsutveckling
Antalet invånare i kommunen Ensisheim
| Referens: INSEE |